# 于宣敏
于 宣敏（う せんびん、生没年不詳）は、北周から隋にかけての官僚・文人。字は仲達。本貫は河南郡洛陽県。

## 経歴
于義の子として生まれた。若くして沈着で慎み深く、才知にすぐれた。11歳のとき、北周の趙王宇文招のもとを訪れて、王命を受けて詩を賦した。宣敏の作った詩は、たいへん奥深くしとやかな心の働きがあった。宇文招はこれを珍しく思い、居ならぶ客も感嘆してほめない者がなかった。宣敏は右侍上士を初任とし、千牛備身に転じた。
開皇元年（581年）、隋の文帝が即位すると、宣敏は奉車都尉に任じられ、使者として巴・蜀の地を撫慰した。長安に帰還すると、蜀や斉の地に皇族を封建するよう求める上疏をおこなった。文帝はこの上表を受けて、蜀王楊秀を蜀に派遣して駐屯させた。ほどなく宣敏は在官のまま死去した。享年は29。

## 伝記資料
- 『隋書』巻39 列伝第4
- 『北史』巻23 列伝第11